# 大韓航空084便地上衝突事故
大韓航空084便地上衝突事故（だいかんこうくう084びんちじょうしょうとつじこ）は、1983年12月23日に発生した航空事故である。
アンカレッジ国際空港発ロサンゼルス国際空港行きだった大韓航空084便（マクドネル・ダグラス DC-10-30）が、アンカレッジ国際空港発キーナイ市営空港行だったサウスセントラル航空59便（パイパー PA-31-350）と正面衝突した。両機の乗員乗客12人中6人が負傷した。

## 両機の詳細

### 大韓航空084便
事故機のマクドネル・ダグラス DC-10-30（HL7339）は1977年に初飛行を行い、同年5月にオーバーシーズ・ナショナル・エアウェイズへ納入された。その後、1978年8月に大韓航空が購入し、機体記号もN1033FからHL7339へ変更された。
084便の機長は過去に、アンカレッジ国際空港で73回の着陸と78回の離陸を行っていた。総飛行時間は12,562時間で、DC-10では6,471時間の経験があった:6。
副操縦士は、アンカレッジ国際空港では66回の着陸と66回の離陸を経験していた。総飛行時間は8,157時間で、DC-10では2,995時間の経験があった:6。
航空機関士は、アンカレッジ国際空港では6回の着陸と5回の離陸を経験していた:6。

### サウスセントラル航空59便
事故機のパイパー PA-31-350は1983年12月に製造された。
事故当日の機体重量は6,586lbで、副操縦士席および第3席と第5-10席に乗客が着席しており、第4席のみ空席だった:7。
機長の総飛行時間は5,115時間で、PA-31では3,550時間の経験があった。

## 事故の経緯

### 衝突に至るまで
12時15分、アンカレッジ国際空港の37番ゲートに駐機していたサウスセントラル航空59便はケナイへ向かう許可を得た。59便は、タキシングを行おうとしたが管制官が濃霧のため出発時刻を12時44分まで遅らせることを提案した。そのため59便のパイロットは出発時刻を遅らせることにした:2。
13時39分、定刻よりおよそ1時間遅れで59便は滑走路へのタキシングを開始した。パイロットは滑走路6Lからの離陸を要求し、管制官はこれを承認した。13時44分にパイロットは滑走路6Lへ接近しており、離陸準備もできていることを報告した:2。
一方、大韓航空084便は国際線ターミナルに駐機していた。管制官は、機長に滑走路32か6Rが使用可能であると伝え、機長は滑走路32を選択した。13時57分に管制官は滑走路32へのタキシング許可を出した。濃霧のため、管制塔から084便は視認できず、誘導路に進入する際に報告するよう機長に要求した。その後、管制官は機長に滑走路32手前で停止し、周波数を変更するよう指示した:2。

### 衝突

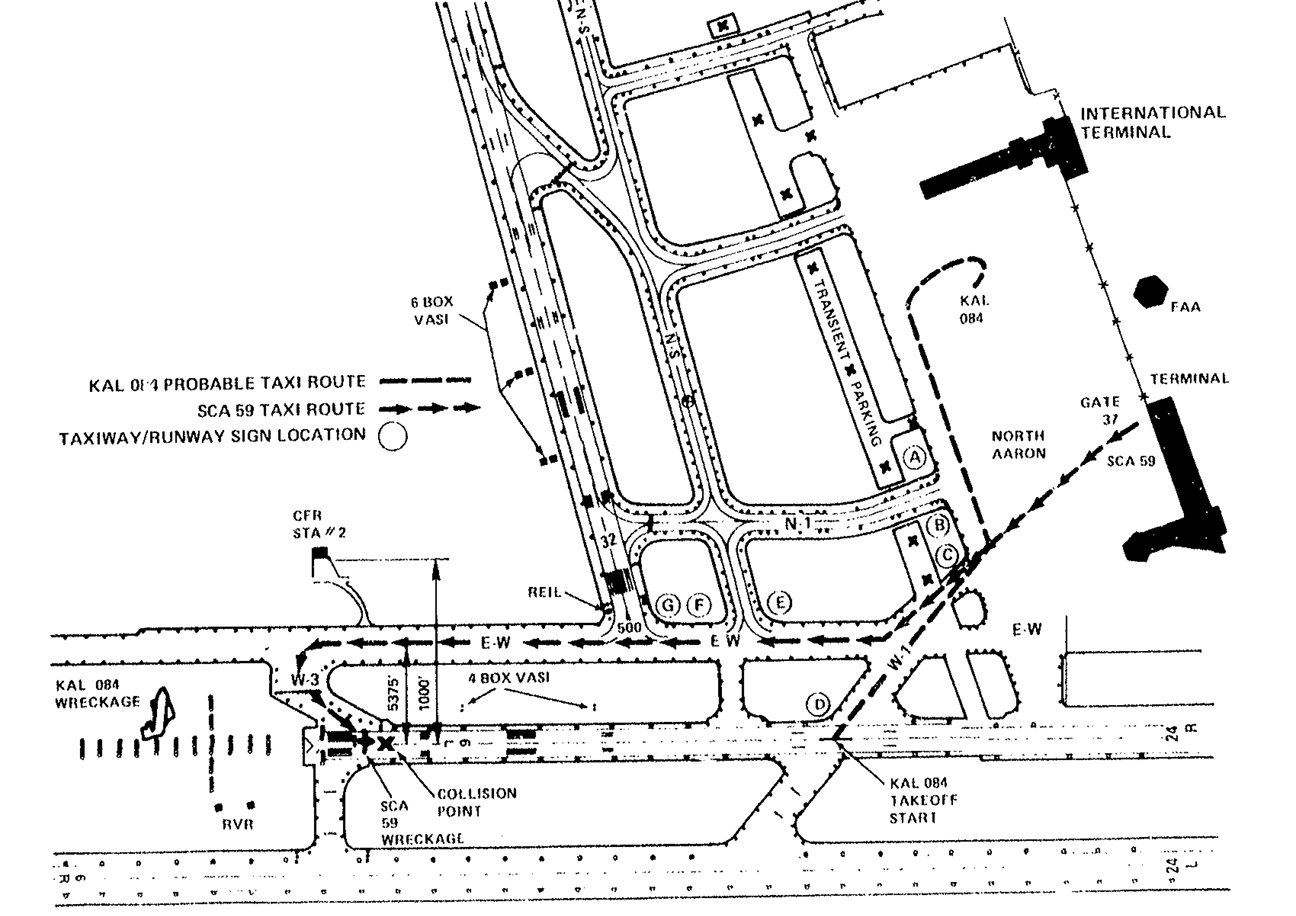
084便と59便の経路図。084便は滑走路32ではなく、誤って滑走路6L/24Rに進入した。

14時02分、084便の機長は誘導路をタキシングしており、離陸準備が完了したと報告した。1分後に管制官は59便のパイロットに自機の位置を確認するよう要請し、パイロットは滑走路6L末端付近のW-3に居ると返答した。14時04分、管制官は084便に離陸許可を与えた。ほぼ同時刻に、59便は管制官の指示に従い、滑走路6Lへ進入し待機した。離陸許可を得た2分後の14時06分に、084便の機長は離陸滑走を開始したと報告した:2。
084便と59便は滑走路6L/24Rの末端付近で衝突した。084便の機長は衝突の数秒前に59便を視認し、方向舵などを使って衝突を避けようとした。084便の左主脚と59便の胴体部が衝突した:2。
59便は、衝突により後方へ押し出されたが、機体は滑走路内にとどまった。右主翼と左主翼の半分ほどが衝突により分離し、垂直尾翼も脱落した。一方で、機体の胴体は上部に傷や窪みが出来たものの、原型は留めていた:3。
084便は滑走路をオーバーランし、複数の進入灯を破壊した。その後、機体は右にスリップしながら停止した。これにより機体から出火し、機体は一部を残して焼け落ちた:3。
この事故により6人が負傷したが、死者はなかった。59便の搭乗者で重傷を負ったものは居らず、いずれも擦り傷や切り傷を負った程度だった。アンカレッジ国際空港は14時10分に閉鎖され、20時30分に事故が起きた6L/24R以外の滑走路の運用が再開された:3。

## 事故調査

### 事故原因
国家運輸安全委員会（NTSB）が調査を行った。アンカレッジ国際空港では5日前にも類似した事故が発生していた。濃霧の中で着陸を行った日本航空のボーイング747が空港車両に衝突し、車両を運転していた職員1人が重傷を負うという出来事が発生していた。この時、パイロットと職員はそれぞれ別の管制官と交信していた。この出来事の後、管制官2人は一時的に職務からはずされた。
最終報告書では事故原因として084便のパイロットのミスが指摘された。084便のパイロットは適切な手順を踏まなかった。そのため、離陸する滑走路について混乱が生じた。加えて、濃霧のためパイロットは自機の位置を判断できず、管制官も機体を視認できなかった。また、084便が通過した誘導路などに判別しやすい標識などが少なかったことも事故に寄与した:24。

### 勧告
NTSBは、報告書でいくつかの勧告を出した:25。
- 空港にある全ての滑走路と誘導路の出入り口、および交差点に標識を設置すること[8]。
- 標識や表示をパイロット達が読みやすい大きさやグラフィックにすること[9]。
- 誘導路と滑走路の表示を照らす照明器具を毎日点検し、動作する状態を保つこと[10]。
- 滑走路や誘導路を示す標識を用途ごとに分け、区別できるようにすること[11]。
- 視界が悪い場合のタキシングの手順の作成、およびその訓練を行うこと[12]。